# Ascanius
För andra betydelser, se Ascanius (olika betydelser).

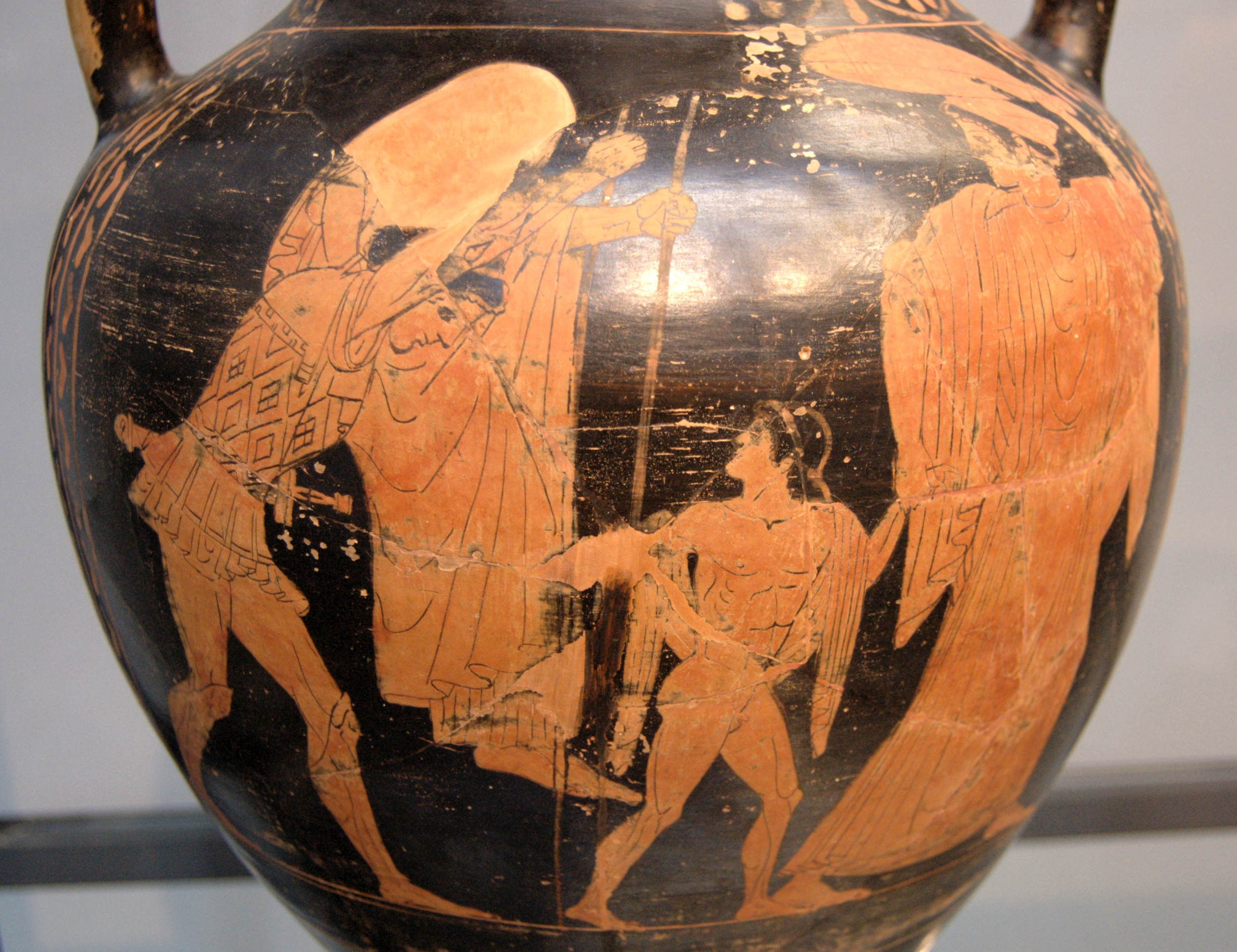
Flykten från Troja: Aeneas bär Anchises, med Ascanius och hans hustru. Rödfigurig amfora från en grekisk verkstad i Etrurien, cirka. 470 f.Kr.

Ascanius är i grekisk och romersk mytologi son till Aeneas och Kreusa. Ascanius skall ha grundat staden Alba Longa. Han kallas också för Iulus, och räknas under detta namn som stamfar till Gens Julia.